# 小行星5815
小行星5815（5815 Shinsengumi）是一颗围绕太阳公转的小行星。1989年1月3日，關勉在藝西天文台发现了此天体。
該小行星以日本幕末的武裝集團新選組命名。
这颗小行星的绝对星等为227.7100745728707等。